# Ostwald (cratère)
Pour les articles homonymes, voir Ostwald (homonymie).
Ostwald est un cratère lunaire situé sur la face cachée de la Lune. Le cratère Ostwald est situé juste à côté des cratères Guyot et Ibn Firnas. Les bords du cratère sont irréguliers et déformés par des impacts ultérieurs notamment par plusieurs cratèrelets. L'ensemble du cratère est grandement raviné et érodé. 
En 1970, l'Union astronomique internationale lui a attribué le nom de Ostwald en l'honneur du chimiste allemand Wilhelm Ostwald, Prix Nobel de chimie en 1909.

## Cratères satellites

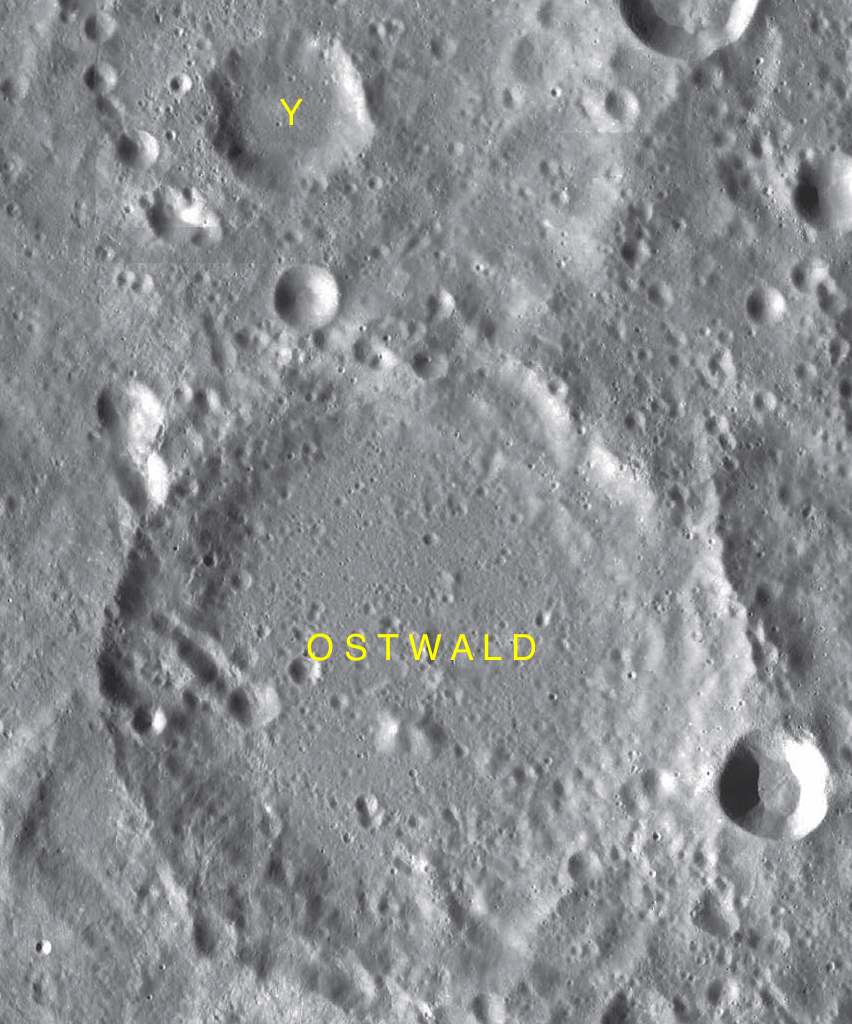
Carte des cratères satellites de Ostwald.

Par convention, les cratères satellites sont identifiés sur les cartes lunaires en plaçant la lettre sur le côté du point central du cratère qui est le plus proche de Ostwald.
| Ostwald | Latitude | Longitude | Diamètre |
| ------- | -------- | --------- | -------- |
| Y       | 13.6° N  | 121.0° E  | 24 km    |